# Graphiphora pallida
Graphiphora pallida là một loài bướm đêm trong họ Noctuidae.